# 陳金星 (ウィンドサーフィン選手)
陳 金星（ちん きんせい、簡体字: 陈金星、ケリー・チャン、1956年12月15日 – 1998年8月27日）は、シンガポールのウィンドサーフィン選手。
1992年に国際ボードセイリング協会のレースボード軽量級ランキングで1位を獲得。 彼は1982年から1997年までシンガポール代表として多くの選手権で勝利し、東南アジア競技大会では金メダル1個、銀メダル1個、銅メダル2個を獲得した。1999年に『ザ・ストレーツ・タイムズ』紙が選出した「今世紀のシンガポールにおける50人の偉大なアスリート」では、第35位に彼の名前が挙げられた。

## 経歴
彼がウィンドサーフィンを開始したのは、年齢としては比較的遅い1981年であり、同僚の教えにより修練した。彼は正式なコーチからの指導を経験しなかった。その代わり、友人から実践を通じて学んだ。1年後、彼は初出場の地域大会において勝利を収めた。彼はシャムワールドカップの重量部門で新たな勝者となった。1983年、彼は東南アジア競技大会において、ウィンドグライダー種目で4位に入賞した。
1984年、彼はマレーシアのクアンタンで初開催されたアジア太平洋ミストラル選手権において、軽量部門で1位を獲得。全体でも2位に入った。1984年のロサンゼルスオリンピックにおいて、彼はシンガポール第一代表としてセーリング競技に出場。彼はウインドグライダー級において、全7レースをそれぞれ24位、24位、21位、31位、24位、31位、18位で走り、最終的に全38競技者中26位となった。
彼は1985年東南アジア競技大会においてキングコブラ種目で銅メダルを獲得。2年後の1987年東南アジア競技大会ではセミフィンボード種目で銀メダルを獲得。1988年、彼はインドネシアのジャカルタで開催されたアジアヨット連盟レガッタにおいて、ボートセイリング（第2部）種目で銀メダルを獲得。彼は1989年東南アジア競技大会のセイルボード（第1部）種目で優勝。シンガポールにボートセイリング競技で初めての金メダルをもたらした。
1990年、彼はイタリアで開催されたウインドサーフ世界フェスティバルに、シンガポールチームの一員として参加。スーパーファイナルにおいてシンガポールは2位に入った。同年末、1990年アジア競技大会において彼は不慣れなセイルボード種目に挑み、各レースをそれぞれ7位、8位、5位、8位、5位、8位で終えた。
1991年東南アジア競技大会では4位となり、連覇に失敗。だが翌1992年は彼のための年であった。1月初めのシンガポール・オープンで彼は6位に入った。同月末、シンガポールで開催された国際ボードセイリング協会の世界ボードセイリング選手権において彼は、レースボード軽量部門で8位となった。世界選手権でシンガポール人選手がトップ10に入ったのは初めての出来事であった。2週後、彼はシャムワールドカップの軽量レースボードにおいて4レースで首位を獲得し、残り2レースで2位に入った。1992年3月、彼は国際ボードセイリング協会のレースボード軽量級ランキングで1位を獲得する偉業を達成。5月、彼はシチリアのモンデッロで開催された世界ウインドサーフィンフェスティバル・スプリングカップにおいて4レースすべてで勝利し、同部門の優勝者となった。
シンガポールで開催された1993年東南アジア競技大会において、彼はレースボード軽量オープン競技で銅メダルを獲得。1994年7月、彼はギリシャで開催された欧州マスターズにて優勝。2か月後、彼はカナダで開催された世界ボードセイリング選手権のマスターズ部門で優勝。
彼は1994年アジア競技大会に参加したが、いかなる影響も与えずに終わった。彼は大会後、シンガポールで新たな世代の選手が成長することを願い、引退を発表した。彼は1997年東南アジア競技大会でも選手として選出されたが、金メダルを獲得できるだけの動きができないことや、トレーニングへの強い意欲が不足していることを理由として、出場を辞退した。

## 私生活
彼はシンガポール共和国空軍の正規軍人であり、航空機技術者として任務に就いていた。彼は准士官の階級まで昇任した。
彼は1977年に企業総務のアン・チュアと結婚、男子2人もうけた。長男ケリーは海兵飛行士に、二男キーンは金融アナリストとなった。

## 死
1998年8月27日、彼はインドネシアでの軍事演習においてプカンバル空軍基地に帰還途中、車で移動中に交通事故に遭遇した。彼は地元の病院で緊急治療を受けた後、軍用機にてシンガポールに移送された。彼はタントクセン病院において、負傷により死亡した。彼の遺灰はシンガポール東海岸のケタ・ビーコンに散骨された。
同年、彼の栄誉を称え、新たに創設されたウインドサーフィンマラソンに彼の名が付けられた。